# Liste der Naturdenkmale in Bad Düben

Wappen von Bad Düben

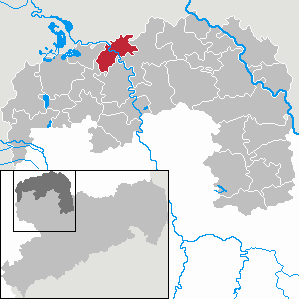
Lage von Bad Düben

In der Liste der Naturdenkmale in Bad Düben werden die Einzel-Naturdenkmale, Geotope und Flächennaturdenkmale in der nordsächsischen Stadt Bad Düben und ihren Stadtteilen Alaunwerk, Hammermühle, Schnaditz, Tiefensee und Wellaune aufgeführt.
Bisher sind lt. Quellen 6 Einzel-Naturdenkmale, 0 Geotope und 6 Flächennaturdenkmale bekannt und hier aufgelistet.
Die Angaben der Liste basieren auf Daten des Geoportals Sachsenatlas und den Daten auf dem Geoportal Nordsachsen.

## Definition
„Gesetz über Naturschutz und Landschaftspflege (BNatSchG), § 28 Naturdenkmäler:
 Naturdenkmäler sind rechtsverbindlich festgesetzte Einzelschöpfungen der Natur oder entsprechende Flächen bis zu fünf Hektar, deren besonderer Schutz erforderlich ist
1. aus wissenschaftlichen, naturgeschichtlichen oder landeskundlichen Gründen oder
2. wegen ihrer Seltenheit, Eigenart oder Schönheit.“

„SächsNatSchG, § 18 Naturdenkmäler (zu § 28 BNatSchG):
1. Die Erklärung nach § 22 Abs. 1 BNatSchG von Teilen von Natur und Landschaft als Naturdenkmal erfolgt durch Rechtsverordnung oder Einzelanordnung.
2. Über § 28 Abs. 1 BNatSchG hinaus können Naturdenkmäler zur Sicherung von Lebensgemeinschaften oder Lebensstätten von im Bestand gefährdeten oder streng geschützten Arten festgesetzt werden.“

## Legende
- Bild: zeigt ein vorhandenes Foto des Naturdenkmals.
- ND/FND-Nr: zeigt die jeweilige Nr. des Objekts
- Beschreibung: beschreibt das Objekt näher
- Koordinaten: zeigt die Lage auf der Karte
- Quelle: Link zur Referenzquelle

## (Einzel-)Naturdenkmale (ND)
| Bild           | ND-Nr.   | Ortsteil  | Alter  | Beschreibung | Koordinaten                  | Quellen |
| -------------- | -------- | --------- | ------ | --- | ---------------------------- | ------- |
| Weitere Bilder | nso: 65  | Bad Düben | unbek. | Friedhofs-Eiche in Bad Düben, auf dem Friedhof (siehe Kulturdenkmal-ID: 09304758) nördlich der Friedhofstr., südlich der Friedhofskapelle  | 51° 35′ 43″ N, 12° 35′ 1″ O  | nso65   |
| Weitere Bilder | nso: 66  | Bad Düben | unbek. | 2 Maulbeerbäume in Bad Düben, auf dem Friedhof (siehe Kulturdenkmal-ID: 09304758) nördlich der Friedhofstr., nördlich der Friedhofskapelle | 51° 35′ 45″ N, 12° 35′ 1″ O  | nso66   |
| Bild gesucht   | nso: 68  | Tiefensee | unbek. | Linde am Schloss in Tiefensee, südlicher Ortsrand am Weg durch die kleine Aue                                                              | 51° 34′ 45″ N, 12° 31′ 58″ O | nso68   |
| Weitere Bilder | nso: 89  | Bad Düben | unbek. | Eiche am ehemaligen Löschteich in Bad Düben, nördlich Gartenstr.                                                                           | 51° 35′ 38″ N, 12° 35′ 18″ O | nso89   |
| Bild gesucht   | nso: 129 | Tiefensee | unbek. | Eiche in der Prellheide, südlich von Tiefensee, westlich der Waldsiedlung am Zschernegraben                                                | 51° 33′ 34″ N, 12° 31′ 55″ O | nso129  |

## Flächen-Naturdenkmale (FND)
| Bild           | FND-Nr. | Ortsteil    | Größe  | Beschreibung | Koordinaten                  | Quelle  |
| -------------- | ------- | ----------- | ------ | --- | ---------------------------- | ------- |
| Bild gesucht   | tdo: 1  | Bad Düben   | 2,69ha | Küchenwasser an der Niedermühle, Feuchtbiotop westlich des Schleifbach                                                            | 51° 35′ 59″ N, 12° 34′ 13″ O | nso:147 |
| Bild gesucht   | tdo: 2  | Hammermühle | 0,43ha | Orchideenstandort am Hammerbach, Wiese am Rehwinkel nordwestlich Ortslage                                                         | 51° 37′ 16″ N, 12° 34′ 46″ O | nso:144 |
| Bild gesucht   | tdo: 3  | Allaunwerk  | 2,44ha | Taublache im Ortsteil Allaunwerk, Feuchtbiotop am Schwemsal-Graben südlich Haldenweg                                              | 51° 36′ 23″ N, 12° 33′ 18″ O | nso:158 |
| Bild gesucht   | tdo: 4  | Tiefensee   | 0,22ha | Tongrubenteich im nördlichen Teil der Prellheide, südwestlich Tiefensee                                                           | 51° 33′ 56″ N, 12° 29′ 53″ O | nso:43  |
| Bild gesucht   | tdo: 5  | Wellaune    | 4,99ha | Lehmgruben bei Wellaune, Teich und Feuchtwiese am Wellauner Graben, nördlich Ortslage                                             | 51° 34′ 40″ N, 12° 33′ 3″ O  | nso:146 |
| Weitere Bilder | tdo: 40 | Hammermühle | 0,63ha | Warzenbeißerwiese am Spatenweg im Ortsteil Hammermühle nördlich Bad Düben, mit Vorkommen des Warzenbeißer (Decticus verrucivorus) | 51° 36′ 35″ N, 12° 35′ 22″ O | nso:174 |

## Ehemalige Naturdenkmale
Link zu einem Kartenansichtstool, um Koordinaten zu setzen.
| Bild                          | Bezeichnung             | Lage                                         | Beschreibung | Datum | Nummer  |
| ----------------------------- | ----------------------- | -------------------------------------------- | --- | ----- | ------- |
| mehr Fotos \| Fotos hochladen | Lutherlinde Hammermühle | Hammermühle (51° 37′ 3,8″ N, 12° 35′ 2,5″ O) | Neupflanzung der Lutherlinde in Bad Düben, am ehemaligen Standort östlich des Natursportbad Bad Düben, 500-jährige Linde wurde wie das Gebäude 1964 durch Feuer vernichtet und inzwischen neu gepflanzt, wird aber fälschlicherweise noch als Naturdenkmal geführt. |       | nso:50  |
| BW                            | Winterlinde Tiefensee   | Tiefensee (51° 34′ 58,3″ N, 12° 32′ 2,4″ O)  | Winter-Linde (Tilia cordata) in Tiefensee, östlich Gutshof (Anm.: Baum wurde wahrscheinlich um 2009 gefällt) |       | nso:130 |